# تاکائو کواموتو
تاکائو کواموتو (انگلیسی: Takao Kuwamoto؛ زادهٔ ۲۴ مارس ۱۹۷۰) بازیکن بیسبال اهل ژاپن است.